# Destination et déspécialisation dans le bail commercial
Le bail commercial étudié en cet article, concerne exclusivement celui qui a été conclu ou renouvelé depuis le 1er septembre 2014, en application du décret du 3 novembre 2014 répertorié sous Identifiant Européen de la Législation  (European Legislation Identifier, ELI). 
Depuis le 1er janvier 2020, en matière civile, le recours à un Avocat est obligatoire pour l'ensemble des questions relatives aux baux commerciaux (de même pour les contestations relatives à la fixation du prix du bail révisé ou renouvelé). En droit des baux commerciaux, comme pour la fixation du loyer, la liberté préside pour la détermination de la destination des lieux lors de la conclusion du bail ; à condition toutefois, de respecter l'Ordre Public, les bonnes mœurs et le règlement de copropriété de l'immeuble.  
Les nouvelles activités que le locataire souhaiterait exercer dans les lieux, objet du contrat de bail, doivent être compatibles avec la destination, les caractères et la situation de l'immeuble ou de l'ensemble immobilier, et ne pas entrer en concurrence avec les autres commerces de l'immeuble. En effet, tout local commercial n'est pas toujours de nature à recevoir n'importe quelle activité et s'il existe des contraintes juridiques à respecter, elles sont de la responsabilité du bailleur.
Par ailleurs, une cour d’appel a été censurée pour avoir interprété la volonté des parties alors même qu’elle avait dénaturé une clause de destination qui stipulait que « le preneur utilisera les lieux loués pour y exercer les activités suivantes : entreposage de matériel de démolition, de terrassement, location de matériel TP, location de bennes, le tout en respectant les normes antipollution en vigueur », pour autoriser également l’activité de stockage de gravats et de déchets alors même que la clause de destination ne faisait aucune référence à des matériaux de démolition.
Enfin, toute extension d'activité, exception faite de celle qui sont incluses, doit être autorisée par le bailleur, faute de cela, une action en résiliation, ou en refus de renouvellement, ou en dommages et intérêts pourra être engagée par le propriétaire ou d'autres, par le jeu de l'action oblique.

## Destination

### Destination relative à l'activité exercée
La destination contractuelle est fixée par les parties lors de la conclusion du bail. Elle peut être spécifique (pour un usage déterminé) ou pour tous commerces. La qualification des locaux ne dépend pas de l'usage effectif fait par le locataire mais, des stipulations contractuelles. Lorsque la destination est multiple le locataire n'est pas obligé d'exploiter toutes les activités autorisées. En conséquence, le lien est si étroit entre la clause de destination et l'obligation de délivrance qu'il est souvent préférable d'étendre la destination pour limiter la responsabilité du bailleur. 
- agence immobilière : une clause de destination visant des activités intellectuelles liées à l'immobilier sans dépôt de marchandises, permet à la Cour d'Appel (pouvoir souverain) de qualifier que la commune intention des parties était d'utiliser les lieux loués à usage exclusif de bureaux[Jurisprudences 1] ;
- restauration : faute d’être pourvu d'une alimentation en eau et d'une installation électrique conforme, il y  a, par le bailleur, violation de son obligation de délivrance[5] ;
- boulangerie : en application de l'article L122-17 du code de la consommation, le preneur afin d'utiliser le terme de boulanger[note 2], doit assurer lui-même sur le lieu de vente au consommateur final, à partir de matières premières choisies, le pétrissage de la pâte, sa fermentation et sa mise en forme ainsi que la cuisson du pain.

### Copropriété
Le règlement de copropriété fixe la destination de l'immeuble. Tout copropriétaire est libre de louer son logement, à condition que le preneur à bail n'y exerce pas une activité contraire à la destination de l'immeuble ; laquelle destination est spécifiée dans le règlement de copropriété, savoir :
- immeuble     d'habitation exclusivement bourgeoise : habitation     uniquement ;
- Immeuble     d'habitation bourgeoise : habitation et professions libérales uniquement[note 3] ;
- Immeuble     mixte : habitation, professions libérales, commerces[note 4].

Il s'agit de la nature contractuelle de la destination de l'immeuble qui vise à protéger l'intégrité du bien immobilier dans le temps et donc le droit de propriété des copropriétaires. Le texte de référence est l'article 9 de la loi du 10 juillet 1965 : « Chaque copropriétaire dispose des parties privatives comprises dans son lot ; il use et jouit librement des parties privatives et des parties communes sous la condition de ne porter atteinte ni aux droits des autres copropriétaires ni à la destination de l'immeuble. »
Enfin, il convient de distinguer le règlement de copropriété proprement dit, de l'état descriptif de division qui n' a pas une nature contractuelle.

#### Destination et règle de l'unanimité
Le règlement de copropriété ne peut être modifié en ses stipulations relatives à la destination de l'immeuble que par une décision de l'assemblée générale des copropriétaires prise à l'unanimité. Telle est la jurisprudence constante et continue : « Mais attendu que la cour d'appel a relevé à bon droit que le règlement de copropriété ayant la nature d'un contrat, chaque copropriétaire avait le droit d'en exiger le respect par les autres et que l'action individuelle des consorts X... était recevable sans qu'ils soient astreints à démontrer qu'ils subissaient un préjudice personnel et spécial distinct de celui dont souffrait la collectivité des membres du syndicat, leur intérêt à agir trouvant sa source dans le respect du règlement de copropriété ».

#### Parties communes et parties privatives
Le critère légal servant à déterminer le caractère privatif ou commun d’une partie d’immeuble est objectif et tient dans le principe suivant :
- Une partie est privative lorsqu’elle sera utilisée exclusivement par un copropriétaire : cette fraction de bâtiment concernée ne peut, en raison de son aménagement ou de sa situation, être utilisée que par un seul copropriétaire ;
- a contrario, le défaut d’affectation à l’usage exclusif d’un copropriétaire entraîne la présomption de communauté.

Ainsi, seront réputées communes les canalisations de toute sorte (conduites d’eau, de gaz, d’électricité, de tout-à-l’égout, canalisations de chauffage central, de climatisation…), y compris celles qui traversent des locaux privatifs pour desservir d’autres lots, qui sont nécessaires aux services et éléments d’équipement commun auxquels elles se rattachent ; et depuis la loi ELAN, sont ajoutés à la liste des parties d’immeubles qui,dans le silence ou la contradiction des titres sont réputées communes par l’article 3 de la loi du 10 juillet 1965, les éléments incorporés dans les parties communes. 

##### Parties communes à jouissance privative et parties communes spéciales
Il existe aussi des parties communes spéciales et des parties communes à jouissance privative.  
Les parties communes à jouissance privative sont les parties communes affectées à l’usage et à l’utilité exclusive d’un lot. Elles appartiennent individuellement à tous les copropriétaires. Le droit de jouissance privative est nécessairement accessoire au lot de copropriété auquel il est rattaché. Il ne peut en aucun cas constituer la partie privative d’un lot.  
L’existence des parties communes spéciales et de celles à jouissance privative est subordonnée à leur mention expresse dans le règlement de copropriété. 

#### Travaux et atteintes aux parties communes
Les obligations imposées par le règlement de copropriété sont de nature contractuelle, et en cas de non-respect des dispositions dudit règlement, le copropriétaire peut se voir imposer de cesser l'irrégularité.
La jurisprudence est sévère en présence d’un usage abusif des parties communes. et la Cour de cassation applique avec rigueur l’obligation de rétablir les lieux dans leur état antérieur, en application de l’article 1222 du Code civil.
A titre d'exemples
- La réalisation de travaux[note 7] par le preneur, sans autorisation du syndicat, entraine la responsabilité in solidum du bailleur et du preneur[note 8] ;
- Dans la situation contraire, afin de garantir la jouissance paisible de son locataire, le bailleur doit enjoindre au syndicat de copropriété de mettre fin au trouble[Jurisprudences 5] ;
- L'atteinte[note 9] aux parties communes fonde une action pénale, le copropriétaire intéressé justifiant d'un préjudice personnel, certain et direct découlant de l'infraction aux dispositions des articles L. 421-4, R. 421-17 et L480-4 du code de l'urbanisme ; il s'agit d'un dépôt de plainte avec constitution de partie civile d'un copropriétaire à l'encontre d'un autre[Jurisprudences 6].

### Usage (ou affectation) relatif à l'immeuble loué

#### Locaux commerciaux
L’affectation d'un bâtiment correspond à un élément de fait relatif à l'usage qui est fait dudit bâtiment. Cette définition matérielle qui résulte du Code de la construction et de l’habitation est destinée à éviter que ne disparaissent, dans certaines communes, les bâtiments d’habitation au profit d’autres usages. Au regard de cette réglementation, il n’existe que 2 catégories d’usage ou affectation : les logements et tous les autres locaux qui ne sont pas à usage d’habitation. 
Il s'agit ici du changement d’usage au sens de l’article L.631-7 du code de la construction et de l'habitation  et non du changement de destination au sens des articles L.421-1 et R.421-17 du code de l’urbanisme.
Tout changement d'usage est réglementé par les articles L631-7 et suivants du Code de la construction et de l'habitation qui le soumet à une autorisation préalable par le maire du lieu de situation de l'immeuble ; le texte précisant que l'usage d'un local est réputée à usage d'habitation s'il était affecté à cet usage au 1er janvier 1970,.
A titre d'exemples
- L'autorisation administrative de changement d'usage des locaux d'habitation doit être obtenue par le propriétaire des locaux[Jurisprudences 8] ;
- La clause par laquelle le locataire fait son affaire personnelle de cette obtention est sans objet[note 11].

Cette autorisation administrative n'est exigée que dans les communes de plus de 200 000 habitants ainsi que dans celles des départements des Hauts-de-Seine, de la Seine-Saint-Denis et du Val-de-Marne ; sauf extension du domaine par délibération du conseil communal.
Ladite autorisation est accordée à titre personnel et se matérialise par une autorisation de changement d’usage qui est attachée à la personne à titre définitif. Elle ne confère de droits réels que lorsqu’elle est assortie d’une compensation. Elle cesse de produire effet lorsqu'il est mis fin, à titre définitif, à l'exercice professionnel du bénéficiaire.
A titre d'exemples 
- L'objectif de ces textes étant de maintenir un équilibre dans les centres-villes entre les locaux à usage d'habitation et les locaux commerciaux ou à usage de bureaux, toute infraction à cette règle est sanctionnée par la nullité[Jurisprudences 9],[Jurisprudences 10] ;
- L’action de nullité peut être soulevée sans condition de délai[Jurisprudences 11], et ce tant par un contractant qu’un tiers justifiant d’un intérêt[note 12].

Enfin, le texte est clair sur la question de la prescription puisqu'il dispose que l'usage des locaux définis à l'article L. 631-7 n'est en aucun cas affecté par la prescription trentenaire prévue par l'article 2227 du Code civil. 

#### Locations AIRBNB
Les mêmes règles s'appliquent pour les locations meublées touristiques puisque l’article 631-7 du CCH dispose que « le fait de louer un local meublé destiné à l’habitation de manière répétée pour de courtes durées à une clientèle de passage qui n’y élit pas domicile constitue un changement d’usage au sens du présent article ». Ainsi, ladite activité ne peut être exercée dans un local à usage d’habitation qu’après obtention par le propriétaire-bailleur d’une autorisation communale de changement d’usage fournie par les services de la mairie.  
Sur cette question, la Cour de justice de l’Union européenne a été saisie par la Cour de cassation de plusieurs questions préjudicielles concernent la réglementation française relative à l’activité de location meublée touristique et sa compatibilité avec les exigences du droit européen, et notamment sa conformité à la Directive Service 2006/123 ; le régime d’autorisation de changement d’usage imposé par l’article L. 631-7 du CCH est justifié par une raison impérieuse d’intérêt général.  

## Déspécialisation
Elle peut être restreinte ou plénière ; il y a aussi lieu de tenir compte de la notion d'activité dite incluse qui ne nécessite aucune autorisation, sauf contestation judiciaire par le bailleur. Il convient de rappeler que les dispositions de l'article L145-47 du code de commerce sont d'ordre public et ne peuvent être écartées que par une renonciation,.  

### Déspécialisation restreinte
Il n’existe aucune définition légale de la notion d'activité connexe ou complémentaire , laquelle a dû être précisée par les tribunaux qui exerce leur pourvoir souverain. La définition serait la suivante : une matière première commune à des activités commerciales semblables en leur nature, leur mode d'exploitation, leur installation et le genre de clientèle à laquelle elles s'adressent.
Le texte qui certes ne définit pas cette notion invite toutefois les magistrats à tenir compte notamment de l'évolution des usages commerciaux.

#### Tableau de décisions judiciaires
| Destination contractuelle                                                                     | activité incluse                             | activité connexe ou complémentaire | activité ni connexe ni complémentaire |
| --------------------------------------------------------------------------------------------- | -------------------------------------------- | ---------------------------------- | ------------------------------------- |
| glacier                                                                                       |                                              | petite restauration                |                                       |
| boulangerie                                                                                   |                                              |                                    | confiserie                            |
| Boucherie                                                                                     | Vente de charcuterie non fabriquée sur place |                                    |                                       |
| café bar                                                                                      |                                              | restauration rapide                |                                       |
| coiffeur pour hommes                                                                          |                                              |                                    | coiffeur pour dames                   |
| dépôt de pain, salon de thé, croissanterie, sandwicherie, vente de boissons et ventes annexes |                                              |                                    | kebab                                 |
| débit de tabac                                                                                |                                              |                                    | téléphonie                            |
| prêt à porter                                                                                 |                                              |                                    | chaussures                            |
| maison de retraite pour vieillards                                                            |                                              |                                    | accueil de personnes dépendantes      |
| night club                                                                                    | Organisation de buffet, cocktail             |                                    |                                       |
| restauration                                                                                  |                                              |                                    | plat à emporter                       |

Il s'agit de mettre en place une activité complémentaire à l'activité déjà en exercice. 

#### Procédure classique
Avant tout changement d'activité, le preneur doit notifier son nouveau projet au bailleur par acte d'huissier  ou par lettre recommandée avec avis de réception. Cette formalité est en quelque sorte une mise en demeure adressée au propriétaire de faire connaître dans un délai de 2 mois s'il conteste le caractère connexe ou complémentaire de ces activités. L'absence de réponse vaut acceptation.

#### Procédure collective
Afin de permettre une extension d'activité, l’article 15 de la loi Pinel a modifié l’article L642-7 du code de commerce, il faut présumer que le bailleur ne pourra guère s’opposer à une telle extension d’activité, mais elle devrait être limitée à ce qui est connexe ou complémentaire au sens des dispositions de l’article L145-47 du code de commerce.

### Déspécialisation plénière
Il s'agit ici de réaliser une activité totalement différente de celle fixée par la clause de destination contractuelle ; dans une telle situation, le locataire devra, avant toute transformation de son fonds, demander l'autorisation au bailleur.
La demande doit être formée par acte extrajudiciaire et faire l'objet d'une notification aux créanciers inscrits sur le fonds de commerce.
Le changement d'activité entraînera sans doute le paiement d'une indemnité dite de « déspécialisation » au bailleur pour compenser le préjudice subi ou une modification du loyer pour hausse de la valeur locative.